# Шалом (вестник)
Шалом (на турски: Şalom, в превод на български: „Мир“) е седмичен еврейски вестник, който се издава в Истанбул, Турция.
Издаден е за първи път на 29 октомври 1947 г. от турския новинар с еврейско потекло Аврам Лейон.
Вестникът е на турски език освен 1 страница, която е на ладински.
Издател на вестника е Иво Молинас, а редактор - Якуп Барокас. Издава се в тираж от 5000 броя.